# Taeniorrhiza gabonensis
Taeniorrhiza es un género monotípico de orquídeas de hábitos epífitas. Su única especie: Taeniorrhiza gabonensis Summerh., Bot. Mus. Leafl. 11: 166 (1943), es originaria de los trópicos de África donde se distribuye por Gabón y Zaire.

## Descripción
Es una orquídea de pequeño de tamaño, con hábitos de epífita y  sin hojas.

## Taxonomía
Taeniorrhiza gabonensis fue descrita por Victor Samuel Summerhayes y publicado en Botanical Museum Leaflets 11: 166. 1943.